# Gallantry Cross (Vietnã do Sul)
A Cruz de Bravura da República do Vietnã, também conhecida como Cruz de Bravura do Vietnã ou Cruz de Bravura do Vietnã (em vietnamita:  Anh-Dũng Bội-Tinh) é uma condecoração militar do antigo Governo do Vietname do Sul (República do Vietname). A medalha foi criada em 15 de agosto de 1950 e foi concedida a militares, civis e unidades e organizações das Forças Armadas em reconhecimento a atos de valor ou conduta heróica durante o combate ao inimigo.
Indivíduos que receberam a medalha, fita e uma citação foram citados pessoalmente no nível das Forças Armadas, Corpo, Divisão, Brigada ou Regimento. A República do Vietnã autorizou os membros das unidades e organizações que foram citados a usar o emblema de Citação da Unidade Cross Gallantry com palma e moldura (nenhuma medalha é autorizada).

## Medalha
A medalha é de cor dourada, e 35 mm de largura. Consiste em uma cruz celta com duas espadas cruzadas entre os braços. A cruz é sobreposta sobre uma coroa de flores. O centro da cruz contém um disco com o contorno do país do Vietnã entre dois ramos de palmeira unidos na parte inferior. Um pergaminho está no topo do mapa e está inscrito "QUOC-GIA LAO-TUONG" (Recompensa do Estado).
A fita de suspensão da medalha é 35 mm de largura e é composto pelas seguintes faixas: 9 mm de Old Glory Red; 17 faixa central de mm em Amarelo Dourado. A faixa central tem dezesseis fios de Old Glory Red; e 9 mm de Old Glory Red.

### Fourragere

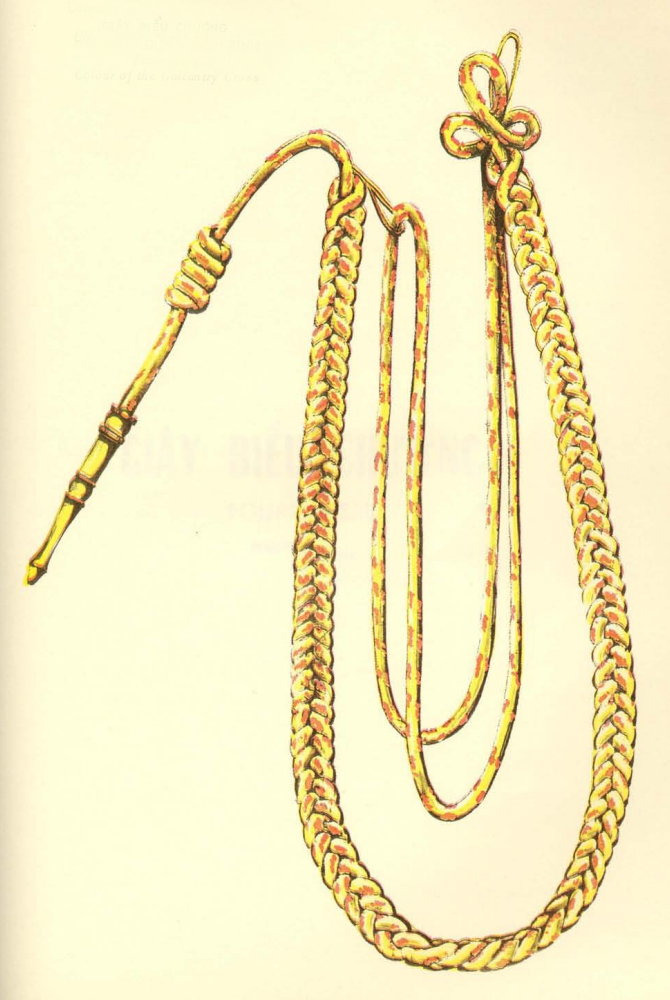
Fourragere Cor da Cruz de Bravura

A fourragère militar sul-vietnamita nas cores da Cruz de Bravura representou uma unidade militar citada duas vezes. Era um amarelo dourado brilhante, com vermelho misturado. A mensagem 111030Z do Departamento do Exército, de abril de 1974, estabeleceu a política de que apenas um emblema para um prêmio de unidade era autorizado a ser usado por vez. Essa mudança fez com que a fourragère não fosse mais autorizado para uso, pois representava vários prêmios.

### Autorização dos EUA
Citação da Cruz de Bravura da República do Vietnã :
Departamento de Defesa dos EUA:US Military Assistance Command Vietnam (MACV) e suas unidades subordinadas, 8 de fevereiro de 1962 a 28 de março de 1973

Exército dos EUA e suas unidades subordinadas, 20 de julho de 1965 a 28 de março de 1973
Isso permite que todo o pessoal que serviu no Vietnã use a citação da unidade RVN Gallantry Cross.
Citação de Unidade Meritória da República do Vietnã (Cor da Cruz de Bravura com Palma e Moldura); Citação de Unidade Meritória RVN (Cruz de Bravura)
Marinha e Corpo de Fuzileiros Navais dos EUA: Além de navios/unidades específicos, todo o pessoal que serviu "no país" Vietnã, de 8 de fevereiro de 1962 a 28 de março de 1973.

## Destinatários notáveis
- Peter Badcoe, ganhador australiano da Victoria Cross, premiado com a Gallantry Cross com Palm
- Nathan D. Baxter, o 10º bispo da Diocese Episcopal da Pensilvânia Central
- John Beal (então sargento do USMC), compositor de cinema e televisão, premiado com a RVN Gallantry Cross com palma
- Frank J. Breth, brigadeiro-general do USMC, ex-diretor da Marine Intel, recebeu a RVN Gallantry Cross com estrela de prata
- Frederic J. Brown III, dois prêmios (um com estrela de prata, um com estrela de bronze)[6]
- David Christian, Vietnã, dois prêmios
- George R. Christmas, tenente-general do USMC, premiado com a RVN Gallantry Cross com palma
- R. Lee Ermey (ex-sargento de artilharia USMC), ator, premiado com o RVN Gallantry Cross com palma
- David Hackworth, Vietnã, sete prêmios
- Chuck Hagel (ex-sargento de infantaria), ex- Secretário de Defesa dos Estados Unidos, premiado com a RVN Gallantry Cross
- Richard Marcinko Comandante USN aposentado, o primeiro oficial comandante do SEAL Team Six e Red Cell, premiado com o RVN Gallantry Cross com Silver Star
- Robert L. Howard, Forças Especiais do Exército dos EUA
- Phil Johnson, juiz associado da Suprema Corte do Texas
- Robert Jordan, autor da série épica de fantasia The Wheel of Time
- Luis J. Landin (ex-sargento major do Comando do Exército dos EUA), premiado com três Cruzes de Bravura RVN
- Robert Mueller, Diretor do Federal Bureau of Investigation, premiado com o RVN Gallantry Cross
- John P. Murtha, ex-congressista dos EUA de 1974 a 2010 (18 mandatos)
- John Musgrave, cabo da Marinha, autor
- Oliver North, premiado com a RVN Gallantry Cross com estrela de prata
- Bob Parsons, fundador e presidente executivo da Godaddy
- Riley L. Pitts, foi premiado com a RVN Gallantry Cross com palma e a Medalha de Honra do Congresso por suas ações em 31 de outubro de 1967
- Rick Rescorla, um herói do 11 de setembro
- Tom Ridge, ex-governador da Pensilvânia e ex-secretário do Departamento de Segurança Interna
- Dennis Richardson, 26º Secretário de Estado do Oregon
- Gregory J. Slavonic, contra-almirante (Ret) e secretário adjunto da Marinha, condecorado RVN Gallantry Cross com palma
- Oliver Stone, Citação da Unidade
- Harvey D. Williams, major-general do Exército dos EUA
- James G. Zimmerly, ex-chefe de medicina legal do Instituto de Patologia das Forças Armadas